# Salim Sayegh
Salim Sayegh (em árabe: سالم الصايغ ) é um acadêmico e político libanês que atuou como ministro das Relações sociais de 2009 a 2011.

## Formação Acadêmica e Carreira
Sayegh nasceu em uma família maronita. Graduou-se na Universidade Libanesa Americana em 1983. Recebeu mestrado em relações internacionais e diplomacia em 1989. Também possui um doutorado em Direito pela Universidade de Paris desde 1992. 

### Carreira
Sayegh trabalhou como professor na Universidade de Paris do Sul de 1993 a 2009 e também atuou como diretor do centro de resolução de conflitos da universidade durante o mesmo período. Ele é membro do partido Kataeb e foi eleito como segundo vice-presidente em fevereiro de 2008, quando Amine Gemayel se tornou a presidente do partido. Ele também foi membro do escritório político do partido e chefe do comitê de assuntos estrangeiros no partido desde 2008, 
Sayegh foi nomeado ministro dos assuntos sociais no gabinete liderado pelo primeiro-ministro Saad Hariri em 9 de novembro de 2009. Sayegh renunciou ao cargo de seu partido após sua nomeação como ministro. Ele estava entre os membros do comitê que foi encarregado de redigir o programa do governo.  O mandato de Sayegh durou até junho de 2011, quando foi substituído por Wael Abou Faour como ministro.
Além disso, ele é membro da diretoria do Banco Mundial para políticas sociais na região MENA 
| Precedido por Mario Aoun | Ministro de Relações Socias Salim Sayegh | Sucedido Por Wael Abou Farour |
| ------------------------ | ---------------------------------------- | ----------------------------- |